# Nationalratswahlkreise im Kanton Freiburg (1848)
Bei den ersten Schweizer Nationalratswahlen im Jahr 1848 unterschied sich die Aufteilung der Wahlkreise deutlich von jener bei allen nachfolgenden Wahlen. Der freisinnig dominierte Staatsrat teilte das Kantonsgebiet in fünf Wahlkreise mit je einem Sitz auf. Durch verschiedene Massnahmen sorgte er dafür, den Einfluss der katholisch-konservativen Opposition so gering wie möglich zu halten.

## Durchführung
Kurz nach der Annahme der schweizerischen Bundesverfassung von 1848 gab es noch keine funktionierenden Bundesbehörden und somit auch kein einheitliches Wahlgesetz. Die bald aufzulösende Tagsatzung überliess die Organisation der Wahlen in den Nationalrat den einzelnen Kantonen. Der Kanton Freiburg war nach dem Sonderbundskrieg von November 1847 noch immer von eidgenössischen Truppen besetzt und wurde von den Radikalliberalen beherrscht. Der Staatsrat fällte am 4. Oktober 1848 einen Beschluss zur Durchführung der Wahlen und legte verschiedene Massnahmen fest, um den Einfluss der früheren konservativen Machthaber und des katholischen Klerus möglichst gering zu halten.
Die Bürger hatten lediglich an zwei Tagen die Möglichkeit, sich ins Wählerregister eintragen zu lassen. Sie waren dazu verpflichtet, vor der Registrierung sowohl auf die Bundesverfassung als auch auf die liberale, antiklerikal ausgerichtete Freiburger Kantonsverfassung einen Eid zu leisten. Diese Massnahme hielt viele Katholisch-Konservative vom Wählen ab, ebenso der Wahltermin am Vormittag eines gewöhnlichen Werktages. Hinzu kam eine geographische Einschränkung: In jedem der fünf Wahlkreise fand lediglich eine einzige öffentliche Wahlversammlung statt, andere Möglichkeiten zur Stimmabgabe existierten nicht. Gewählt werden konnte nur in Bulle, Domdidier, Freiburg, Romont und Tafers. Die Wahlversammlungen fanden jeweils 10 Uhr morgens am Freitag, 20. Oktober 1848 statt. Im IV. Wahlkreis mussten sie wegen der Weinlese um eine Woche verschoben werden.

## Einteilung

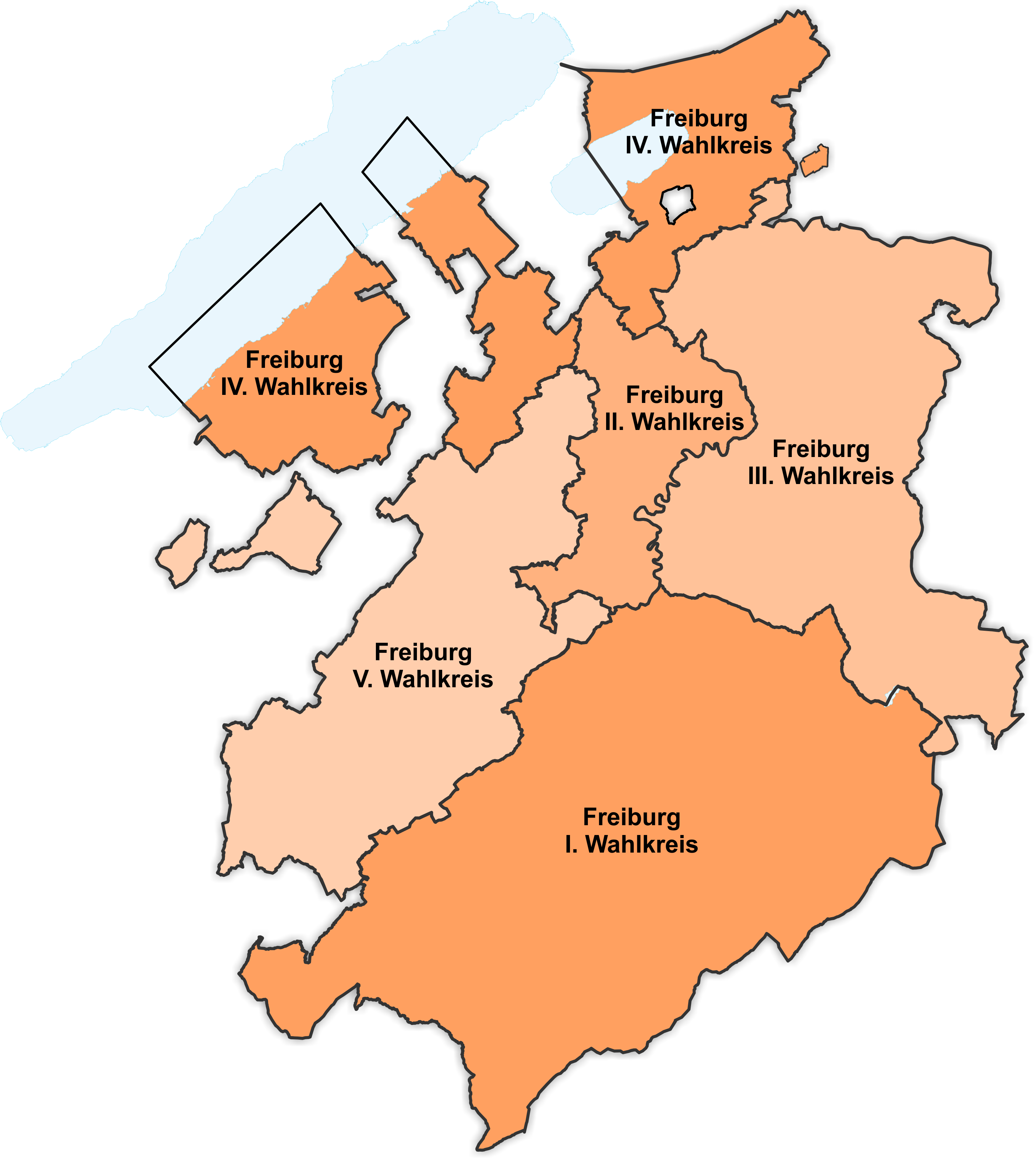
Wahlkreise Kanton Freiburg 1848

Der Kanton war wie folgt in fünf Wahlkreise eingeteilt:
I. Wahlkreis
- der Greyerzbezirk ohne die Gemeinden Maules, Romanens, Rueyres-Treyfayes und Sâles
- im Vivisbachbezirk die Gemeinden Attalens, Bossonnens, Châtel-Saint-Denis, Granges, Grattavache, La Rougève, Progens, Remaufens und Semsales

Einziger Wahlort war Bulle.
II. Wahlkreis
- im Saanebezirk die Gemeinden Autafond, Avry-sur-Matran, Belfaux, Chésopelloz, Cormagens, Corminboeuf, Corpataux, Cutterwil, Ecuvillens, Estavayer-le-Gibloux, Farvagny-le-Grand, Farvagny-le-Petit, Formangueires, Freiburg, Givisiez, Granges-Paccot, Grenilles, Grolley, Illens, La Corbaz, Lossy, Magnedens, Matran, Neyruz, Posat, Posieux, Rossens, Rueyres-Saint-Laurent und Villars-sur-Glâne
- im Seebezirk die Gemeinden Corsalettes, Courtion und Misery

Einziger Wahlort war Freiburg.
III. Wahlkreis
- der Sensebezirk
- im Saanebezirk die Gemeinden Arconciel, Bonnefontaine, Chésalles, Ependes, Essert, Ferpicloz, Marly-le-Grand, Marly-le-Petit, Montécu, Montévraz, Oberried, Pierrafortscha, Praroman, Sales, Senèdes, Treyvaux, Villarsel-sur-Marly und Zénauva
- im Seebezirk die Gemeinden Barberêche, Cordast, Courtaman, Courtepin, Grossgurmels, Grossguschelmuth, Kleinbösingen, Kleingurmels, Kleinguschelmuth, Liebistorf und Monterschu

Einziger Wahlort war Tafers.
IV. Wahlkreis
- im Seebezirk die Gemeinden Agriswil, Altavilla, Bas-Vully, Büchslen, Burg, Chandossel, Cormérod, Courgevaux, Courlevon, Cournillens, Coussiberlé, Cressier, Fräschels, Galmiz, Gempenach, Greng, Haut-Vully, Jeuss, Kerzers, Lurtigen, Meyriez, Muntelier, Murten, Ried bei Kerzers, Salvenach, Ulmiz, Villarepos, Wallenbuch und Wallenried
- der Broyebezirk, ohne die Gemeinden Chapelle, Cheiry, Praratoud, Prévondavaux, Surpierre, Villeneuve und Vuissens

Einziger Wahlort war Domdidier.
V. Wahlkreis
- der Glanebezirk
- im Vivisbachbezirk die Gemeinden Besencens, Bouloz, Fiaugères, Le Crêt, Pont, Porsel und Saint-Martin
- im Saanebezirk die Gemeinden Villarlod, Villarsel-le-Gibloux und Vuisternens-en-Ogoz
- im Greyerzbezirk die Gemeinden Maules, Romanens, Rueyres-Treyfayes und Sâles
- im Saanebezirk die Gemeinden Autigny, Chénens, Corserey, Corjolens, Cottens, Lentigny, Lovens, Nierlet-les-Bois, Noréaz, Onnens, Ponthaux und Prez-vers-Noréaz
- im Broyebezirk die Gemeinden Chapelle, Cheiry, Praratoud, Prévondavaux, Surpierre, Villeneuve und Vuissens

Einziger Wahlort war Romont.

## Ergebnis
Der Staatsrat erreichte sein Ziel, gewählt wurden ausschliesslich ihm genehme Kandidaten. Allerdings waren die Ergebnisse aufgrund der getroffenen Massnahmen weitgehend nicht repräsentativ. So betrug die Wahlbeteiligung im I. und III. Wahlkreis lediglich 3,2 bzw. 5,8 %. Am höchsten war sie im teilweise reformiert geprägten IV. Wahlkreis mit 32,6 %. Im V. Wahlkreis wurde die Wahl des konservativen Kandidaten Hubert Charles wegen angeblicher Regelwidrigkeiten annulliert, in der Wiederholung am 31. Oktober setzte sich ein gemässigter Liberaler durch.
Detailergebnisse siehe hier.